# Vtáčkovce
Vtáčkovce é um município da Eslováquia, situado no distrito de Košice-okolie, na região de Košice. Tem 3,74 km² de área e sua população em 2018 foi estimada em 1.162 habitantes.

## Demografia
| Ano:        | 1994 | 2004    | 2014    | 2024    |
| ----------- | ---- | ------- | ------- | ------- |
| Broj ljudi: | 572  | 829     | 1035    | 1305    |
| Razlika:    |      | +44,93% | +24,84% | +26,08% |

| Ano:               | 2023 | 2024   |
| ------------------ | ---- | ------ |
| Número de pessoas: | 1279 | 1305   |
| Diferença:         |      | +2,03% |